# Первомайське сільське поселення (Батиревський район)
Первома́йське сільське поселення (рос. Первомайское сельское поселение) — муніципальне утворення у складі Батиревського району Чувашії, Росія. Адміністративний центр — село Первомайське.
Станом на 2002 рік до складу Первомайської сільради входило також селище Люля, яке пізніше був передане до складу Бахтігільдінського сільського поселення.

## Населення
Населення — 2068 осіб (2019, 2533 у 2010, 2887 у 2002).

## Склад
До складу поселення входять такі населені пункти:
| Населений пункт                | Населення, осіб (2002) | Населення, осіб (2010) |
| ------------------------------ | ---------------------- | ---------------------- |
| Верхні Бюртлі-Шигалі, присілок | 260                    | 254                    |
| Кокшаново, присілок            | 307                    | 256                    |
| Нижнє Атиково, присілок        | 267                    | 227                    |
| Первомайське, село             | 1141                   | 1037                   |
| Польове Чекурово, присілок     | 299                    | 274                    |
| Сіделі, присілок               | 522                    | 485                    |